# Orłowo (Mazurskie)
Orłowo (Mazurskie) – zlikwidowana w 1945 roku stacja kolejowa w Orłowie na linii kolejowej Olecko – Kruklanki, w powiecie giżyckim, w województwie warmińsko-mazurskim.